# Neu Poserin
Neu Poserin es un municipio situado en el distrito de Ludwigslust-Parchim, en el estado federado de Mecklemburgo-Pomerania Occidental (Alemania), a una altitud de 55 metros. Su población a finales de 2016 era de 526 habs. y su densidad poblacional, 11 hab/km².

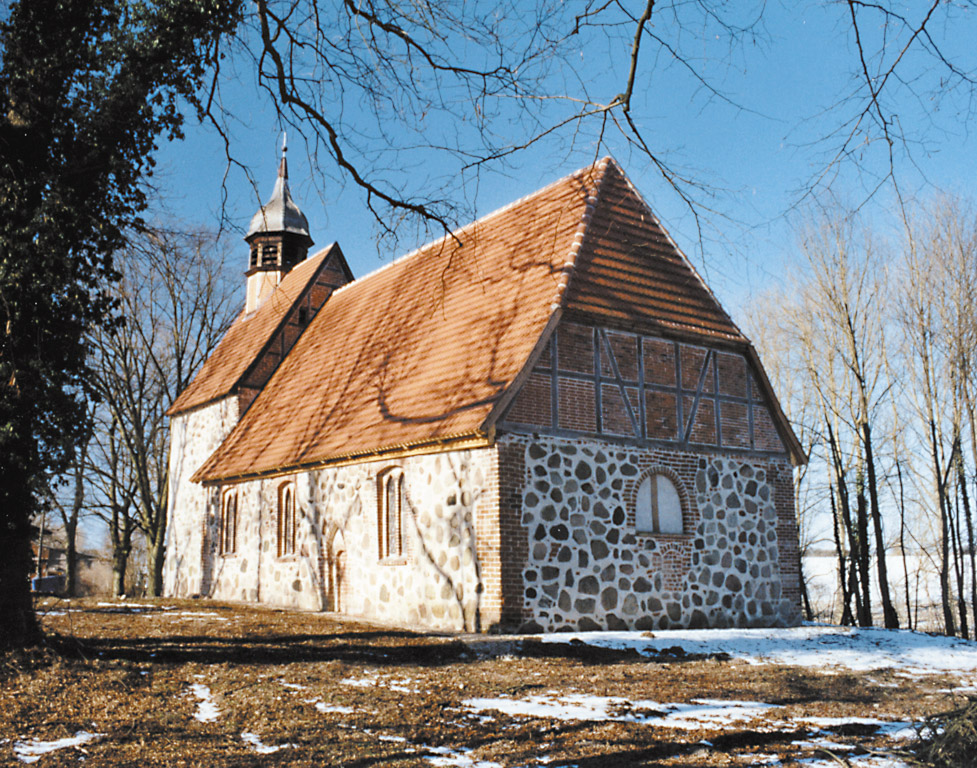
Iglesia de Neu Poserin